# Rahit
Rahit signifie littéralement dans le sikhisme : code de conduite. Le mot Rahit seul peut être utilisé de nos jours comme synonyme de l'expression Rahit Maryada qui est l'ensemble des traditions qui dirigent le mode de vie de tout bon sikh, ensemble défini par un comité de théologiens sikhs, le Comité Shromani Gurdwara Parbandhak. Si Rahit vient du verbe perse: vivre, rester, et qui se traduit par: vie disciplinée, Rahit Darpan est l'un des 37 Rahitnamas, basés sur les conseils de Guru Gobind Singh après la mise en place du Khalsa, l'ordre des sikhs et son baptême l'Amrit Sanskar. Il s'agit en fait d'un des conseils de vie transmis par les sages. Les Rahitnamas ont été complétés en 1901 et étaient riches de 134 pages; toute leur véracité comme venant d'un des Gurus du sikhisme est à vérifier; il a néanmoins contribué à populariser les ordres des maitres bien que le Rahit Maryada soit bien plus fiable que les Rahitnamas.
Cependant le Rahit Darpan est en lui-même un résumé intéressant des choix de vie :

« ਕਾਮੁ  ਕ੍ਰੋਧੁ  ਲੋਭੁ  ਮੋਹੁ  ਮਿਟਾਵੈ  ਛੁਟਕੈ  ਦੁਰਮਤਿ  ਅਪੁਨੀ  ਧਾਰੀ  ॥
ਹੋਇ  ਨਿਮਾਣੀ  ਸੇਵ  ਕਮਾਵਹਿ  ਤਾ  ਪ੍ਰੀਤਮ  ਹੋਵਹਿ  ਮਨਿ  ਪਿਆਰੀ  ॥੧॥
ਸੁਣਿ  ਸੁੰਦਰਿ  ਸਾਧੂ  ਬਚਨ  ਉਧਾਰੀ  ॥ 
ਦੂਖ  ਭੂਖ  ਮਿਟੈ  ਤੇਰੋ  ਸਹਸਾ  ਸੁਖ  ਪਾਵਹਿ  ਤੂੰ  ਸੁਖਮਨਿ  ਨਾਰੀ  ॥੧॥  ਰਹਾਉ  ॥ »

qui se traduit (les paroles sont au féminin, mais elle s'adresse à tout croyant) :

« Si elle renonce et élimine son désir sexuel, la colère, la cupidité son attachement, son mental mauvais et sa vanité ;
Si, pour devenir humble, elle être prête à servir, elle deviendra ainsi cher au cœur de son bien-aimé.
Écoute, O belle âme-mariée : par la parole du Saint Nom, vous serez sauvés.
Votre douleur, la faim et le doute doivent disparaître, et vous obtiendrez la paix, O âme-mariée heureuse. »

## Source
- The Encyclopaedia of Sikhism dirigée par Harbans Singh, tome III, page 424,  (ISBN 8173803498).
- A Popular dictionnary of Sikhism de W. Owen Cole et Piara Singh Sambhi, édition Curzon, pages 130 et 131,  (ISBN 0700710485).
- L'encyclopédie sikhe en anglais SikhiWiki au mot Rahit, et, Darpan.